# Zainicjowanie systemu (CP/J)
Zainicjowanie systemu CP/J – polecenie rezydentne, umożliwiające zainicjowanie systemu po zmianie dyskietki w napędzie. Operacja taka jest niezbędna, aby móc w systemie CP/J zapisywać na nowo załadowaną do napędu dyskietkę. Standardowo bowiem, po włożeniu dyskietki do napędu, otrzymuje ona warunek dostępu R/O (tylko do odczytu). W takim przypadku próba zapisu danych na dyskietkę spowoduje błąd systemowy. Natomiast po wykonaniu zlecenia ponownego zainicjowania systemu, dyskietka otrzymuje warunek dostępu R/W (odczyt i zapis). Od tego momentu można nie tylko odczytywać zapisane na dyskietce informacje, ale i zapisywać nowe bądź modyfikować istniejące.
W odróżnieniu od większości poleceń systemu CP/J, nie stosuje się do wydania tej komendy dyrektywy zapisanej w wierszu poleceń, lecz skrót klawiaturowy: Ctrl+C.